# TV Zagłębie
TV Zagłębie – telewizja Internetowa Zagłębia Dąbrowskiego działająca w latach 2010 – 2018, realizująca relacje filmowe i dokumenty filmowe o regionie.
Tv Zagłębie zajmowała się realizacją  materiałów przedstawiających informacje dotyczące wydarzeń z regionu. Materiały podzielone były na 12 kategorii tematycznych i dotyczyły w między innymi wydarzeń i faktów z cztery głównych miast według dziedzin: wiadomości, sport, kultura, inwestycje, komentarz dnia. Jej twórcą i redaktorem naczelnym był aktywista regionalny Rafał Siciński.
Telewizja skupiała się głównie na kulturze regionu. Realizowała stały, regularny serwis informacyjny „Tydzień w Zagłębiu" oraz programy publicystyczne „Prosto w oczy z " czy seria Siadamy z Kulturą.